# SS-Truppenübungsplatz Westpreußen
Koordinaten: 53° 52′ 55″ N, 17° 37′ 58″ O
Der SS-Truppenübungsplatz Westpreußen befand sich im Landkreis Konitz in Westpreußen. Im Herbst 1943 wurde mit dessen Errichtung begonnen. Die Kommandantur des Truppenübungsplatzes wurde im Gut Kelm bei Bruss eingerichtet. Er diente auch zur Ausbildung der Bedienmannschaften für die feldmäßigen Starts der V2-Raketen.
Nachdem Ende 1942/Anfang 1943 mit einer erheblichen personellen Verstärkung der Waffen-SS begonnen worden war, mussten dadurch auch mehr Unterkünfte und Ausbildungsmöglichkeiten geschaffen werden. Im SS-Führungshauptamt wurde daher beschlossen, vier neue Truppenübungsplätze zu errichten. Zu diesen zählten
- der SS-Truppenübungsplatz Westpreußen bei Bruss in Westpreußen,
- der SS-Truppenübungsplatz Kurmark bei Lieberose in Brandenburg,
- der SS-Truppenübungsplatz Seelager in Dondangen (Lettland) und
- der SS-Truppenübungsplatz Moorlager bei Bereza Kartuska im Generalgouvernement Polen.

Nach der Bombardierung der Heeresversuchsanstalt Peenemünde durch die Royal Air Force im August 1943 kamen erste Einheiten der Waffen-SS nach Bruss. Die SS-Angehörigen errichteten zu Beginn zum Teil selbst erste Baracken. In welchem Ausmaß Zwangsarbeiter zum Ausbau des Truppenübungsplatzes eingesetzt wurden, ist nicht abschließend geklärt. Bekannt ist, dass niederländische KZ-Insassen an der Errichtung der Anlagen beteiligt waren.
Am 1. Juni 1944 wurde eine SS- und Waffen-Unterführerschule SS-Truppenübungsplatz „Westpreußen“ in Reckow bei Bütow auf dem Übungsplatz eingerichtet. Ab Sommer 1944 fanden auf dem Übungsplatz Versuche mit A4-Raketen bei Lindenbusch statt. Die Raketenversuchsgruppe war nach der Räumung des SS-Truppenübungsplatzes Heidelager in Südostpolen hierhin verlegt worden.
Die Startstelle befand sich bei Wierzchucin.
Nach dem letzten Start einer A4 am 11. Januar 1945 wurde aufgrund der sich nähernden Roten Armee der Platz geräumt. Der Lehrbetrieb wurde eingestellt, und die letzten Schulangehörigen wurden nach Dänemark verlegt.